# Темур Еліава
Темур Еліава (нар. 1 серпня 1987, Сухумі) — грузинський поет. Закінчив Зугдідську середню школу N4. Навчався в Університеті Іллі Чавчавадзе на режисурі драматургії. Має дружину та одну дитину.
У 2022 році став добровольцем російсько-української війни на стороні України.